# ونسان لاونو
ونسان لاونو (فرانسوی: Vincent Lavenu‎؛ زادهٔ ۱۲ ژانویهٔ ۱۹۵۶) دوچرخه‌سوار اهل فرانسه است.
وی همچنین برندهٔ جوایزی همچون لژیون دونور شده‌است.